# Andrea Tottola
Andrea Leone Tottola, italijanski libretist, * druga polovica 18. stoletja, Neapelj, Italija, † 15. september 1831, Neapelj.
Tottola je poznan predvsem po besedilih, ki jih je spisal za Rossinija, Donnizettija in Paccinija.

## Libreta (izbor)
- Adelson in Salvini
  - Valentino Fioravanti (1816)
  - Vincenzo Bellini (1825)

- Gabriella iz Vergya
  - Michele Carafa (1816)
  - Gaetano Donizetti (1826)

- Mojzes v Egiptu
  - Gioacchino Rossini (1818)

- Gospa z jezera
  - Gioacchino Rossini (1819)

- Zelmira
  - Gioacchino Rossini (1822)

- Ciganka
  - Gaetano Donizetti (1822)

- Alfred Veliki
  - Gaetano Donizetti (1823)

- Zadnji dnevi Pompejev
  - Giovanni Pacini (1825)

- Nioba
  - Giovanni Pacini (1826)

- Grad Kenilworth
  - Gaetano Donizetti (1829)

1. 1 2  data.bnf.fr: platforma za odprte podatke — 2011.
2. 1 2  Archivio Storico Ricordi — 1808.
3. ↑  Record #115458239 // Gemeinsame Normdatei — 2012—2016.